# Palalley
Palalley (Schreibvariante: Palelai) ist eine Ortschaft im westafrikanischen Staat Gambia.
Nach einer Berechnung für das Jahr 2013 leben dort etwa 508 Einwohner, das Ergebnis der letzten veröffentlichten Volkszählung von 1993 betrug 336.

## Geographie
Palalley, in der Central River Region im Distrikt Nianija am nördlichen Ufer des Gambia-Flusses liegt rund 3,3 Kilometer westlich von Kerr Batch entfernt.